# Ephippiorhynchus senegalensis
El jabirú africano (Ephippiorhynchus senegalensis) es una especie de ave ciconiforme de la familia Ciconiidae que habita en África. De tamaño similar a la cigüeña blanca, posee una característica coloración en plumas y pico.

## Distribución
Se encuentra por toda África tropical, desde el este de Senegal a Etiopía y por el sur hasta el norte de Sudáfrica. Está ausente del extremo sur y suroeste del continente.

## Historia natural
Habita en ríos y lagunas de agua dulce, en humedales y marismas, en zonas abiertas y praderas arboladas.
El jabirú africano nunca ha sido una especie común por su necesidad de amplias áreas de hábitat apropiado. Se ve muy fácilmente alterado por la actividad humana, aunque las principales amenazas son los drenajes de los humedales y la conversión de áreas agrestes en terrenos agrícolas. En Kenia sólo hay seis lugares de reproducción de jabirús. A pesar de que esta ave goza de protección legal y su población es estable, la conservación en un territorio tan amplio es difícil. Incluso los parques nacionales y reservas de caza dan cobijo a muy pocas parejas reproductoras.
Permanecer fresco en un clima tan cálido y de sombra escasa es un grave problema para el jabirú africano. Para evitar el recalentamiento, jadea enérgicamente y eriza sus plumas para separar del cuerpo las plumas exteriores recalentadas por el sol. Los adultos llenan el pico de agua con regularidad para refrescar los pollos o los huevos. Incluso defecan sobre sus patas para dejarlas cubiertas de heces blancas. Los sexos se pueden distinguir fácilmente por el color amarillo del iris de la hembra.

## Galería de imágenes

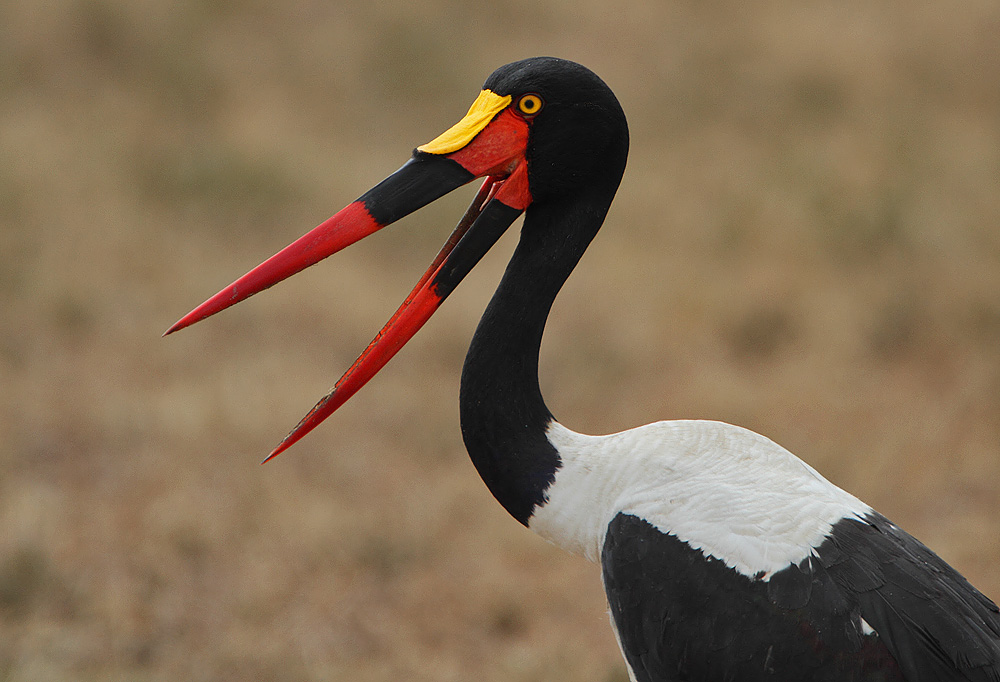
Hembra de Jabirú africano en el Masái Mara, Kenia.
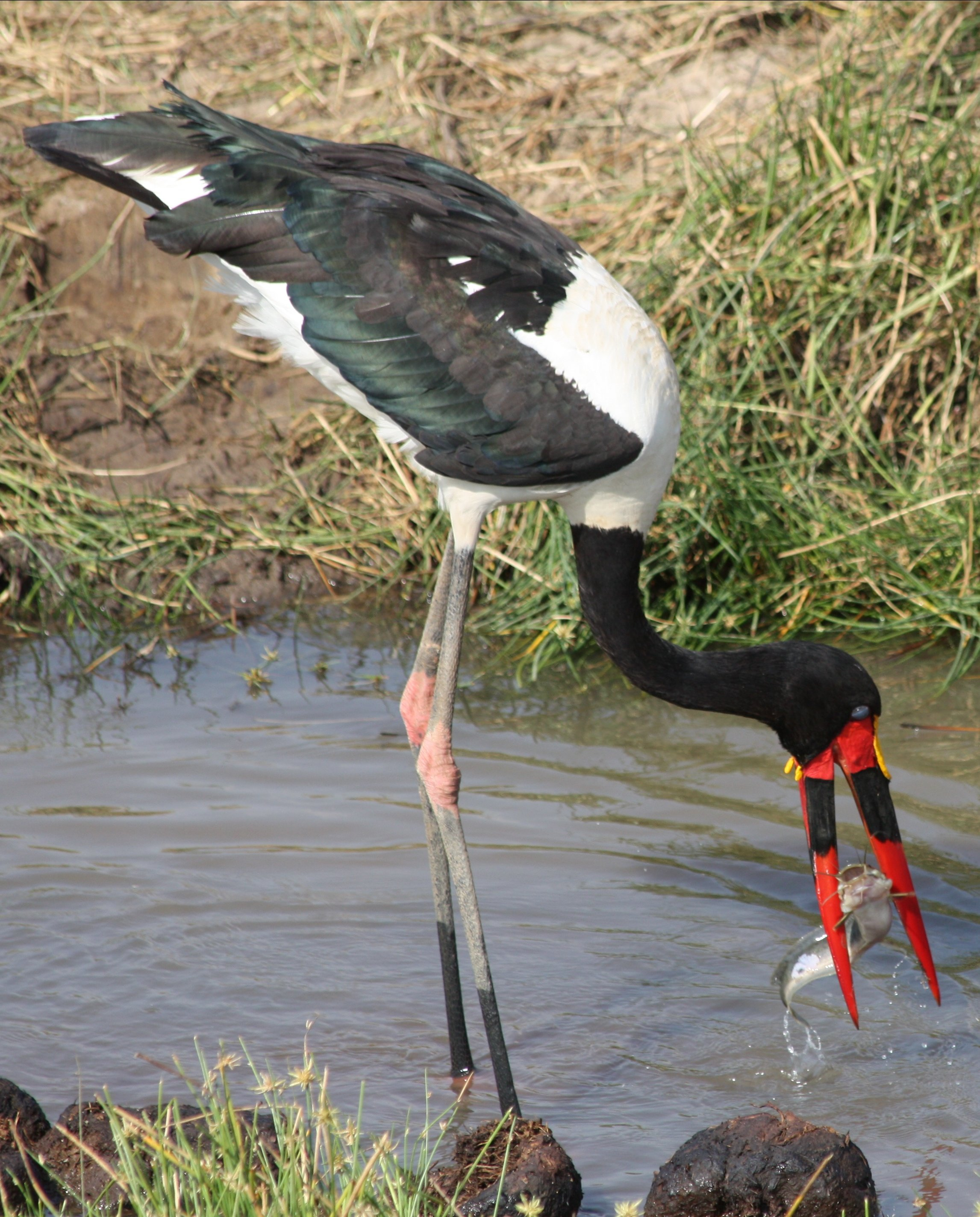
Jabirú africano pescando en Tanzania.
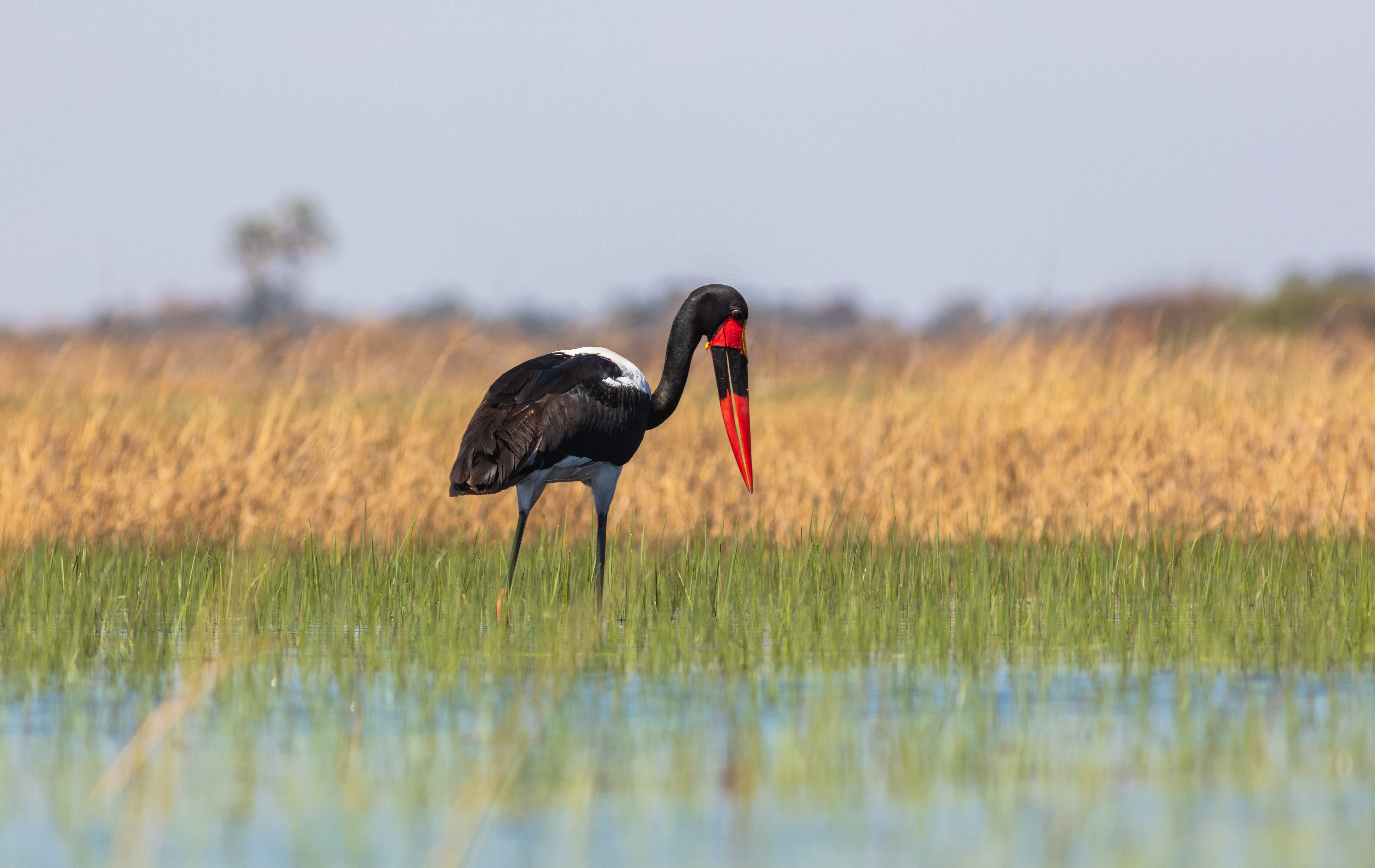
Ejemplar en el delta del Okavango, Botsuana.
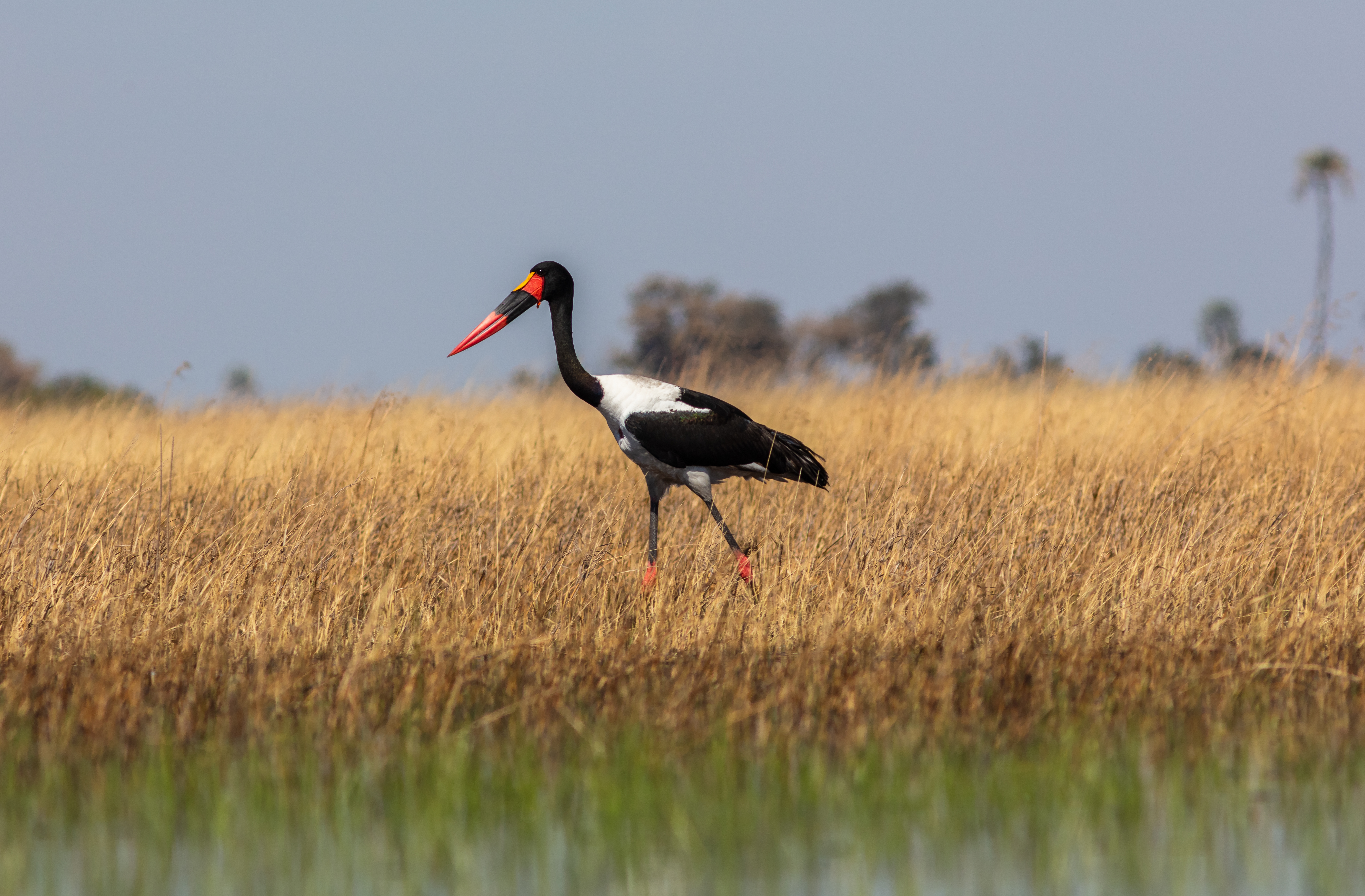
Vista lateral.
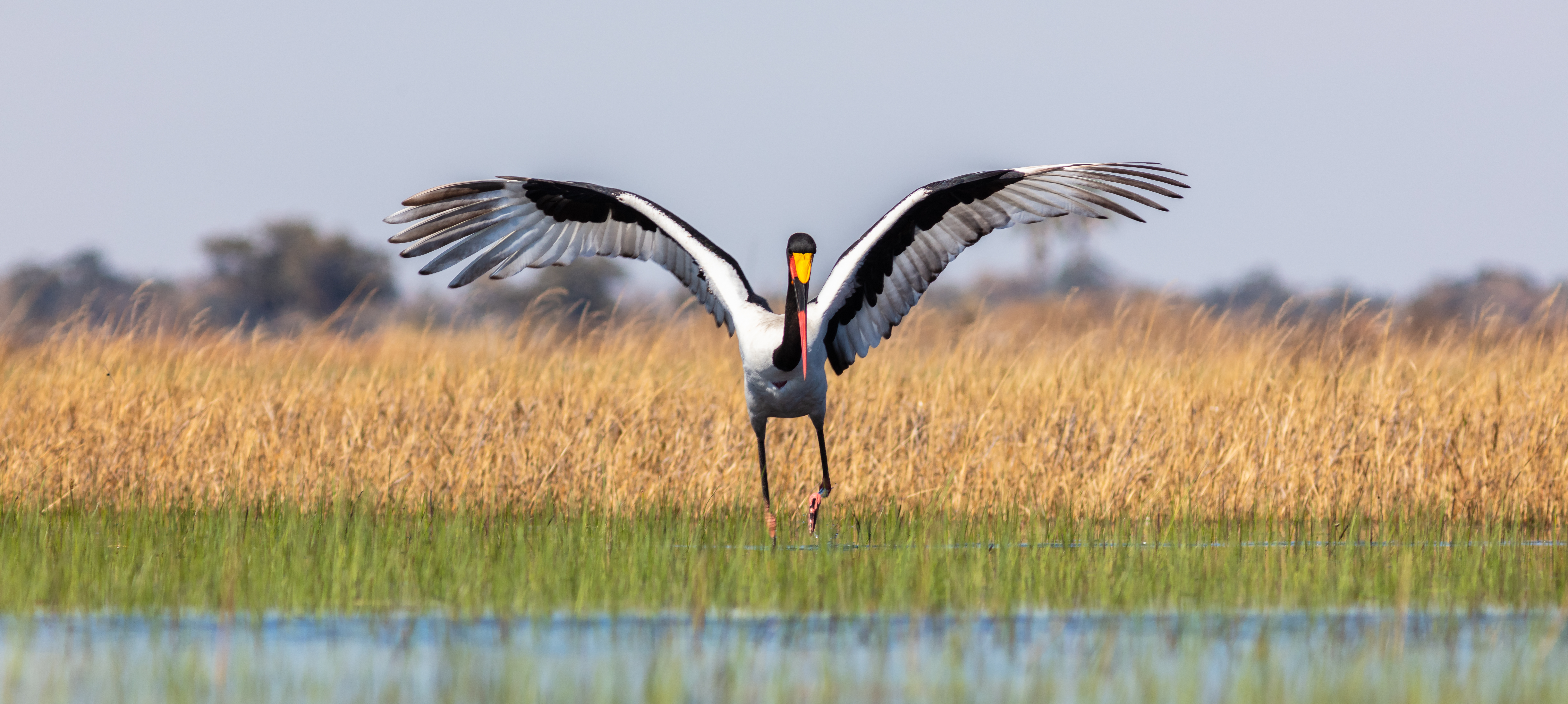
Vista frontal.